# Brit Ångström
Brit Héléne Eklund, känd under flicknamnet Brit Ångström, född 4 juli 1924 i Kungsholms församling i Stockholm, död 21 april 2006 i Sankt Görans församling, Stockholm, var en svensk skådespelare.
Ångström studerade vid Dramatens elevskola och medverkade i såväl filmer som teater mellan från unga år tills hon var i 80-årsåldern.
Brit Ångström var dotter till meteorologen Anders Ångström och Anna-Greta Montelius. Hon gifte sig 1953 med skådespelaren Olof Eklund (1931–1978). Makarna fick fem barn: Camilla (född 1953), Ulrika (född 1955), Jakob (född 1962), David (född 1963) och Jeanna (född 1967). Sonen Jakob Eklund blev också skådespelare. Likaså barnbarnet Elsa Öhrn. Hon är begravd på Skogskyrkogården i Stockholm.

## Filmografi
- 1944 – Flickan och Djävulen
- 1945 – Blod och eld
- 1946 – Ungdom i fara
- 1946 – De unga tar vid
- 1948 – Eva
- 1953 – Peter Pan
- 1954 – Flicka utan namn
- 1972 – Rävspel (TV-serie)
- 1977 – Hempas bar
- 1980 – Bröllop med förhinder
- 1984 – Tryggare kan ingen vara ... (TV-serie)
- 1991 – Änglaspel
- 1997 – Liv & död och ett litet kaos däremellan

## Teater

### Roller (ej komplett)
| År   | Roll                | Produktion                                                                | Regi             | Teater                           |
| ---- | ------------------- | ------------------------------------------------------------------------- | ---------------- | -------------------------------- |
| 1946 |                     | 9 till 6 (Nine Till Six) Aimée Stuart och Philip Stuart                   | Tord Stål        | Nya Teatern                      |
| 1948 | Janet               | David Copperfield Charles Dickens och Max Maurey                          | Olle Hilding     | Dramaten                         |
| 1949 | Maria               | Arvtagerskan (The Heiress) Ruth och Augustus Goetz                        | Per-Axel Branner | Nya Teatern                      |
| 1950 | Rosemary            | Jagande efter vind (Summer and Smoke) Tennessee Williams                  | Per-Axel Branner | Nya Teatern                      |
| 1957 |                     | Job Klockmakares dotter Sara Lidman                                       | Eva Sköld        | Riksteatern                      |
| 1960 | Fru Savary          | Napoleons tvätterska (Madame Sans-Gêne) Victorien Sardou och Émile Moreau | John Zacharias   | Norrköping-Linköping stadsteater |
| 1984 | Margret, tjänarinna | Pelikanen August Strindberg                                               | Bernhard Krook   | Strindbergsmuseet                |
| 1990 | Klara Mamsell Malm  | Amorina Carl Jonas Love Almqvist                                          | Peter Stormare   | Dramaten                         |